# Polheim
Polheim (Dom na biegunie) – nazwa nadana przez Roalda Amundsena pierwszemu w historii obozowi na biegunie południowym. Został on założony 14 grudnia 1911 roku przez Amundsena i jego czterech towarzyszy w pierwszej zakończonej sukcesem wyprawie na biegun południowy.
W 2005 roku namiot Amundsena został wpisany na listę historycznych miejsc i pomników w Antarktyce (ang. Historic Sites and Monuments in Antarctica) jako HSM 80: Amundsen's Tent. 

## Historia
14 grudnia około godziny 15:00 ekspedycja dowodzona przez Roalda Amundsena jako pierwsza w historii dotarła w okolice bieguna południowego. Towarzyszami Amundsena byli wówczas: Olav Bjaaland, Helmer Hanssen, Oscar Wisting i Sverre Hassel. Po przybyciu na miejsce polarnicy zatknęli w lodzie norweską flagę i nazwali Płaskowyż Polarny mianem „Płaskowyżu Króla Haakona VII”. Następnie rozpoczęli prowadzenie precyzyjnych pomiarów w celu ustalenia dokładnej lokalizacji bieguna południowego. Chcieli bowiem uniknąć sytuacji, która miała miejsce kilka lat wcześniej, gdy Amerykanie Frederick Albert Cook i Robert Edwin Peary niemalże równocześnie ogłosili się pierwszymi zdobywcami bieguna północnego i toczyli wielomiesięczne spory o uznanie ich osiągnięć przez opinię publiczną.
Przy pomocy sekstantu badaczom udało się ustalić przybliżoną pozycję bieguna południowego. W miejscu tym rozbili oni niewielki namiot na planie okręgu, mający być dla zmierzającego w kierunku bieguna Roberta Scotta dodatkowym sygnałem, że ekspedycja norweska pojawiła się tam przed nim. Namiot otrzymał nazwę Polheim. W jego wnętrzu Amundsen pozostawił sprzęt oraz listy do Scotta i króla Haakona VII. W pierwszym z nich prosił brytyjskiego badacza o przekazanie drugiego norweskiemu monarsze. 17 grudnia zespół opuścił obóz.
17 stycznia, miesiąc po opuszczeniu okolic bieguna przez Amundsena, na miejsce przybyła brytyjska ekspedycja Scotta. Ten zabrał ze sobą znalezione w namiocie listy, lecz zmarł w drodze powrotnej wraz ze swoimi towarzyszami.
W 2005 roku namiot Amundsena został wpisany na listę historycznych miejsc i pomników w Antarktyce (ang. Historic Sites and Monuments in Antarctica) jako HSM 80: Amundsen's Tent. 

## Obecna lokalizacja
Namiot Polheim nie został dostrzeżony przez żadną inną ekspedycję, która osiągnęła biegun południowy po wyprawie Scotta. Według współczesnych szacunków obliczenia Amundsena były niedokładne i Polheim zlokalizowano na równoleżniku 89°59’, czyli w odległości ok. 2 kilometrów od bieguna. Od 1912 roku pozycja ta uległa dalszej zmianie z uwagi na ruchy dużych mas lodu w okolicy bieguna. Ponadto namiot został przysypany grubą warstwą świeżego śniegu. Według badań z 2011 roku namiot znajduje się obecnie w miejscu o współrzędnych 89°58’S 46°14’E, ok. 17 metrów pod powierzchnią śniegu, w odległości od 1,8 do 2,5 kilometra od bieguna południowego.